# Nocturnus
Nocturnus AD ist eine US-amerikanische Death-Metal-Band aus Tampa, Florida, die 1987 gegründet wurde und sich 1993 auflöste. Seit 2015 ist die Band wieder aktiv.

## Geschichte
Die Band wurde im Jahr 1987 vom Schlagzeuger und Sänger Mike Browning unter dem Namen Nocturnus gegründet. Zuvor war Browning von 1984 bis 1986 bei Morbid Angel tätig gewesen und hatte danach kurzzeitig die Band Incubus gegründet. Im Jahr 1987 erschien ein selbstbetiteltes Demo, dem sich 1988 The Science of Horror anschloss. Gino Marino ist als Gitarrist auf beiden Demos zu hören. Als weiterer Gitarrist ist Vincent Crowley auf dem ersten Demo zu hören, ehe er durch den 18-jährigen Mike Davis ersetzt wurde. Crowley gründet später Acheron. Auch der anfängliche Bassist Richard Bateman, der später Nasty Savage beitrat, wurde bereits auf dem zweiten Demo durch Jeff Estes ersetzt. Im September 1988 war vor der Aufnahme des zweiten Demos Louis Panzer ein Keyboarder hinzugefügt worden, der ein Freund einer der Gitarristen sowie des Bassisten Estes war. Panzer hatte zuvor nichts mit der Death-Metal-Szene zu tun, sondern hatte sich für verschiedene Musikrichtungen interessiert. Das Alter der Mitglieder bewegte sich in der Startphase von 18 bis 24 Jahre. Durch das Demo The Science of Horror erreichte die Band einen Vertrag bei Earache Records. Dieser galt ursprünglich für die Veröffentlichung von vier Alben. Neben dem Label hatte noch Peaceville Records Interesse an der Band, von Combat Records, Roadracer Records und Noise Records war sie abgelehnt worden. Combat Records übernahm allerdings nach dem Vertragsschluss den Vertrieb. Nachdem Sean McNenney den Gitarristen Marino ersetzt hatte, erschien im Jahr 1990 das Debütalbum The Key.  Auf dem Tonträger sind Backing Vocals von Kam Lee (ex-Massacre) zu hören. Produziert wurde er von Tom Morris. Von dem Album setzten sich weltweit über 50.000 Einheiten ab. Danach verließ Estes die Besetzung. Für die folgende Tour mit Bolt Thrower kam O’Sullivan hinzu. Der Tournee folgte eine 50 Auftritte umfassende US-Tour zusammen mit Godflesh und Napalm Death. Auf dem 1992er Album Threshold konzentrierte sich Browning ausschließlich auf das Spielen des Schlagzeugs, weshalb Dan Izzo als Sänger dazustieß. Für die Aufnahmen wurde Chris Anderson als Session-Bassist engagiert. Anschließend kam Emo Mowery zur Band, der diesen Posten permanent besetzte. Das Album verkaufte sich nicht ganz so gut wie der Vorgänger. Für das Lied Alter Reality wurde ein Musikvideo erstellt. Ihren Vertrag mit Earache Records verlor die Band danach wieder, da es zu Unstimmigkeiten zwischen dem Label und den Mitgliedern kam. Nach einer Tour zusammen mit Confessor trennten sich Browning und die anderen Mitglieder. Er schloss sich daraufhin Acheron an. Verbliebenen Mitglieder sicherten sich die Rechte am Namen „Nocturnus“, obwohl Browning die Band gegründet hatte. Die Band versuchte ihn daraufhin durch James Marcinek zu ersetzen, dennoch kam es 1993 zur Auflösung. Kurz zuvor hatte die Gruppe noch eine selbstbetitelte EP aufgenommen, die im selben Jahr bei Moribund Records erschien. Nach der Auflösung widmeten sich die Mitglieder anderen Dingen, so z. B. Panzer seinem Psychologiestudium.
Browning beschäftigte sich später mit verschiedenen Projekten und gründete 1999 mit den Gitarristen Marino und Mike Walkowski sowie dem Bassisten Richard Bateman die Band Nocturnus A.D. Kurze Zeit später erfolgte allerdings die Umbenennung in After Death, da Nocturnus mittlerweile wiederbelebt worden war und aus den Gitarristen Davis und McNenney, dem Keyboarder Panzer, dem Schlagzeuger Rick Bizarro und dem Bassisten Mowery, der nun zusätzlich den Gesang übernahm. 1999 erschien über Season of Mist das Album Ethereal Tomb. Anfang Mai 2002 kam es dann zur endgültigen Auflösung. Im Oktober 2008 spielte After Death Auftritte in Großbritannien, bei denen sie Lieder von The Key sowie alte Morbid-Angel-Lieder spielte. Im Jahr 2013 gründete Browning wieder eine Band unter dem Namen Nocturnus A.D., wobei es sich jedoch nicht um eine Fortführung der Band Nocturnus handelte, die nach ihm noch weiterbestand. Vielmehr handelte des sich hierbei um eine Fortsetzung der Band Nocturnus die zu Zeiten von The Key bestand mit den Mitgliedern von After Death. Ihren ersten Auftritt hielt die Band im Mai 2014 auf dem Maryland Deathfest ab.

## Stil
Laut laut.de war Nocturnus eine der ersten Death-Metal-Bands, die von Anfang an Keyboards in ihren Sound integriert habe. Sei dies damals noch verpönt gewesen, würden viele Bands dies mittlerweile ebenfalls tun. rockdetector.com schrieb, dass die Band eine der Pioniere des keyboardlastigen Technical Death Metal gewesen sei. Auch UMUR von progarchives.com schrieb, dass die Band die erste im Death-Metal-Bereich war, die Keyboards verwendete. Die Lieder hätten anfangs Themen wie Okkultismus behandelt, ehe man sich später Science-Fiction gewidmet habe.
Matthias Herr schrieb in seiner dritten Ausgabe des Heavy-Metal-Lexikons, dass Browning seine Musik anfangs als „Technical Death Metal with Scientific Horror Themes“ beschreibt. Die Inspiration, ein Keyboard zu verwenden, habe er aus alten Mercyful-Fate -Liedern bezogen. Laut Herr habe durch das Keyboard auf They Key ein Death-Metal-Album erstmals einen sinfonischen Charakter und der Keyboarder stehe erstmals im Mittelpunkt. Das Album klinge hart, dramatisch und bizarr, mit spannungsvollen Strukturen und „Carpenter'scher Dramaturgie“. Die Texte würden durch John Sinclair und Perry Rhodan beeinflusst klingen und würden auch gelegentlich satanistische Motive verarbeiten. Lieder wie Neolithic hingegen würden die Evolution thematisieren, wobei die Band auch die Kontinentaldrift-Theorie von Alfred Wegener verarbeite. Im Interview mit Jon Kristiansen gab Browning an, dass er einen Großteil der Texte schreibe.
Martin Popoff schrieb in The Collector's Guide of Heavy Metal Volume 3: The Nineties über They Key, dass hierauf komplexe Musik zu hören sei, die an Aggressivität die ebenfalls aus Florida stammende Band Nasty Savage übertreffe. Für Popoffs Geschmack sei die Musik zu übertrieben, wodurch man sie weniger genießen könne. In ihren Liedern mache die Band von Tempo-Wechseln Gebrauch. Er empfand die Band als merkwürdig, wobei sie über den meisten aggressiven Progressiv-Metal-Bands liege, die er kenne. Zudem sei er durch den Einsatz eines Vollzeit-Keyboarders beeindruckt, wenngleich man diesen durch die starke Geräuschkulisse nur stellenweise hören könne. Auf Thresholds habe die Band gezeigt, dass sie ihrer Zeit voraus gewesen sei. Bei der Musik handele es sich um gemeineren Death Metal, der schmutziger und hetzend klinge. Der Gesang klinge „gebellt“. Die Musik stellenweise immer noch progressiv und klinge wie eine modernere Version des Thrash Metals aus der San Francisco Bay Area oder wie technisch anspruchsvollere Slayer.
Im Fanzine Revelation gab Browning im Interview mit Thomas Meyer an, dass er für gewöhnlich seine Ideen für die Texte aus Büchern und Filmen bezieht. Er möchte mit seinen Liedern schockieren, wobei er betonte, dass es sich dabei nur um fiktionale Songs handele. Wie bei Horrorfilmen wie Der Exorzist diene das Schockelemente zur Unterhaltung. Als Lieblingsbands gab er Morbid Angel, Watchtower, Pestilence und Necrodeath an.
Götz Kühnemund vom Rock Hard schrieb in seiner Rezension zu The Key, dass es hierauf brutalen Death Metal gepaart mit durchgängig verwendeten Keyboards zu hören gibt. Die Liedtexte empfand er als kindisch und albern. Bei der Musik handele es sich um keine Morbid-Angel-Kopie. Nicht nur die Verwendung eines Keyboards sei ungewöhnlich, sondern auch die dominante Rolle der Leadgitarre. In einer späteren Ausgabe rezensiert Marcel Schäfer Ethereal Tomb und bezeichnete die Band als „Techno-Deather“. Zudem resümierte er, dass das Debütalbum ein Genreklassiker sei, der immer noch unerreicht sei. Thresholds habe daran nicht ganz anknüpfen können. Bei Ethereal Tomb solle man allerdings keinen „filigran konzipierten, mit flächendeckenden Tastensounds untermalten und von pfeilschnellen Gitarrenriffs dominierten Todesbleisound“ erwarten. In den Liedern sei die Geschwindigkeit nie wirklich hoch. Eine Ausgabe später schrieb Kühnemund in einem Artikel über die Band, dass es trotz der Keyboards „[k]eine Spur von poppigen Gothic-Elementen schwülstigem Bombast“ gibt. Die ersten beiden Alben seien „Sternstunden des technisch anspruchsvollen Death Metals“ gewesen. Auf dem dritten Album gebe es kraftvolle Oldschool-Death-Metal-Shouts. Ab dem zweiten Album habe sich die Band textlich von satanistischen Themen gelöst und sich Science-Fiction, Fantasy und Horror gewidmet.
Petra Schurer vom Metal Hammer merkte an, dass Nocturnus zusammen mit Sadist, Pestilence und Cynic den technischen Death Metal Anfang der 1990er Jahre geprägt hatte. In einer anderen Ausgabe rezensierte Robert Müller The Key und hob auch hervor, dass es sich hierbei um die erste Death-Metal-Band mit permanentem Keyboardeinsatz handelt, was „schaurige Intros für fast alle Songs und stets komisch fiese Geräusche hinter den Gitarrenorkanen“ bedeute. Besonders der Aufbau der Lieder mache diese spannend, der „hauptsächlich aus nervös hektischem Herumkauen auf einer Klangidee und plötzlichen Breaks, in denen im Licht fremdartiger Keyboardklänge wahre Kaskaden schillernd schräger Gitarrenklänge hervorquellen“ bestehe. In seiner späteren Albumbesprechung zu Thresholds zeigte sich Müller enttäuscht, da es sich mittlerweile um gewöhnlichen Death Metal handele. Auf dem Tonträger zitiere die Gruppe auf unbeholfene Weise von The Key, wobei man in den Liedern allerdings immer noch hören könne, dass es sich um Nocturnus handelt. Sein Namensvetter Stefan Müller merkte an, dass in Ethereal Tomb „ein schleppender Groove, fette Gitarren und Keyboards, die leider nicht mehr so originell wie früher klingen“ zu hören sind. Die Lieder würden sich dabei fast ausschließlich im mittleren Geschwindigkeitsbereich bewegen.

## Diskografie
- 1987: Nocturnus (Demo, Eigenveröffentlichung)
- 1988: The Science of Horror (Demo, Eigenveröffentlichung)
- 1990: The Key (Album, Earache Records)
- 1992: Thresholds (Album, Earache Records)
- 1993: Nocturnus (EP, Moribund Records)
- 2000: Ethereal Tomb (Album, Season of Mist)
- 2004: The Nocturnus Demos (Kompilation, Karmageddon Media)
- 2004: Farewell to Planet Earth (DVD, Eigenveröffentlichung)
- 2014: The Science of Horror (Kompilation, Nuclear War Now! Productions)
- 2024: Unicursal